# 3198 Wallonia
A 3198 Wallonia (ideiglenes jelöléssel 1981 YH1) egy marsközeli kisbolygó. Dossin, F. fedezte fel 1981. december 30-án.